# Martin Goldsmith
Martin M. Goldsmith (* 6. November 1913 in New York City, New York; † 24. Mai 1994 in Sherman Oaks, Kalifornien) war ein US-amerikanischer Drehbuchautor und Schriftsteller, der 1952 für einen Oscar nominiert wurde.

## Karriere
Goldsmith wurde 1913 in New York geboren und wuchs dort auf. Im Jahr 1939 veröffentlichte er den Roman Detour, der unter demselben Titel 1945 in den USA verfilmt wurde, wofür Goldsmith auch das Drehbuch verfasste. In Deutschland erschien der Titel unter dem Namen Umleitung und wurde trotz positiver Kritiken kein finanzieller Erfolg. Heute gilt der Film als Klassiker des Film noir und wurde 2005 in die von der Time herausgebrachte Liste der 100 besten Filme aller Zeiten aufgenommen. Zusätzlich beschrieb die Time den Film mit dem Zitat: "Film noir? Yeah, baby. No film is noirer." Der Stoff aus dem Roman Detour wurde bereits mehrfach in weiteren Filmen aufgegriffen sowie in Detour aus dem Jahr 1992, welches als Neuverfilmung gilt.
Nach weiteren Drehbüchern für weitere Filme erhielt Goldsmith zusammen mit Jack Leonard eine Oscar-Nominierung in der Kategorie Beste Originalgeschichte für seine Arbeit an dem Film Um Haaresbreite bei der Oscarverleihung 1953. Eine Neuverfilmung des Films wurde 1990 unter dem Titel Narrow Margin – 12 Stunden Angst mit Gene Hackman und Anne Archer in den Hauptrollen veröffentlicht.
Im Mai 1994 starb Martin Goldsmith im Alter von 80 Jahren in Sherman Oaks, Kalifornien.

## Filmografie
- 1945: Umleitung (Detour)
- 1945: Dangerous Intruder
- 1947: Blind Spot
- 1947: The Lone Wolf in Mexico
- 1950: Ohne Skrupel (Shakedown)
- 1952: Um Haaresbreite (The Narrow Margin)
- 1953: Mission Over Korea
- 1954: Overland Pacific
- 1955: Dem Teufel auf der Spur (Hell’s Island)
- 1958: Playhouse 90 (Fernsehserie, eine Episode)
- 1958: Die Letzten der 2. Schwadron (Fort Massacre)
- 1959: Kampf ohne Gnade (Cast a Long Shadow)
- 1959: Drauf und dran (The Gunfight at Dodge City)
- 1959: Goodyear Theatre (Fernsehserie, eine Episode)
- 1964: Twilight Zone (Fernsehserie, zwei Episoden)
- 1990: Narrow Margin – 12 Stunden Angst (Narrow Margin)
- 1992: Detour